# Mangataboahangy
Mangataboahangy is een plaats en commune in het centrum van Madagaskar, behorend tot het district Ambatofinandrahana, dat gelegen is in de regio Amoron'i Mania. Tijdens een volkstelling in 2001 telde de plaats 8.000 inwoners.
De plaats biedt naast lager onderwijs ook middelbaar onderwijs aan. 95 % van de bevolking werkt als landbouwer. Het belangrijkste landbouwproduct is rijst; andere belangrijke producten zijn pinda's, bonen, mais en maniok. Verder is 5% actief in de dienstensector.